# Orlando Cruz
Orlando Cruz (n. 1 iulie 1981, Yabucoa⁠(d), Puerto Rico, SUA) este un boxer profesionist din Puerto Rico. Ca amator, Cruz a reprezentat Puerto Rico, la Jocurile Olimpice din 2000 din Australia. 
Cruz este în prezent pe locul 4 în categoria pană, clasament făcut de Organizația Mondială de Box.
La 4 octombrie 2012, Cruz a devenit primul boxer care și-a făcut publică orientarea sexuală, în timp ce încă activa profesional, declarând ca este homosexual.